# Delnice
Delnice (italsky Delnizza, německy Delnitz) je město v Chorvatsku v Přímořsko-gorskokotarské župě. Nachází se asi 39 km severovýchodně od Rijeky. V roce 2011 žilo v Delnici 4 451 obyvatel, v celé občině pak 5 952 obyvatel.
Delnice je hlavním a největším městem horského regionu Gorski Kotar.
V připadající občině se nachází celkem 54 vesnic a jedno město – Delnice.